# 橙頭黑鸝
橙頭黑鸝（学名：Xanthopsar flavus）是擬黃鸝科橙頭黑鸝屬唯一一種，分布在阿根廷、巴西、巴拉圭及烏拉圭（在烏鴉峽谷（Quebrada de los Cuervos）發現）。牠們棲息在亞熱帶或熱帶低地乾旱草原、季節性氾濫草原及草坪，牠們受到失去棲息地的威脅。